# Намибийско-турецкие отношения
Намибийско-турецкие отношения — двусторонние дипломатические отношения между Намибией и Турцией.

## История
Существующие дружественные отношения между Турцией и Намибией восходят к началу 1960-х годов, когда началась борьба Намибии за независимость и свободу от Южно-Африканской Республики (ЮАР) привела к обширным дипломатическим усилиям Турции в качестве соавтора Западной контактной группы и члена-основателя Совета ООН по Намибии, который призвал к независимости Намибии. Следуя этому решению, Турция стала одним из членов-учредителей Совета ООН по Намибии и как активный член внесла различные важные и заслуживающие внимания взносы в Фонд ООН для Намибии и Институт ООН для Намибии.
Намибия, до обретения независимости известная как Юго-Западная Африка, была последней африканской колонией. Ранее она была немецкой колонией, которая была предоставлена ЮАР в 1920 году по мандату Лиги Наций после поражения Германии в Первой мировой войне. Мандат запрещал ЮАР аннексировать Юго-Западную Африку, однако ЮАР продолжала своё руководство территорией даже после того, как 26 августа 1966 года Генеральная Ассамблея ООН проголосовала за отзыв мандата Лиги Наций.
Турция продолжала отстаивать независимость Намибии, но многие страны воздержались от поддержки движения страны под руководством Сэма Нуйомы, которое объединилось с СССР и начало посылать молодых людей туда для обучения и подготовки к партизанской войне. Партизанская война началась в 1966 году, но была маргинальной до тех пор, пока коммунистическое МПЛА захватило Анголу в 1975 году. Тем не менее ЮАР удалось отогнать партизан.
Дипломатический прорыв произошёл с избранием нового президента США Джимми Картера, который поддержал Западную контактную группу и работал над мирными переговорами в Намибии. В 1978 году Южная Африка и Западная контактная группа разработала план проведения выборов, которые приведут к независимости Намибии в 1990 году.
Дипломатические отношения Турции с Намибией были установлены 12 ноября 1997 года. Согласно оценке МИД Турции, в 2012 году с открытием турецкого посольства «наступила новая эра, и было достигнуто быстрое ускорение во всех областях, особенно в политическом, экономическом сотрудничестве и сотрудничестве в целях развития».

## Визиты
Между Турцией и Намибией пока не было двусторонних визитов на высшем уровне на уровне президента, премьер-министра и министра иностранных дел. Однако министры иностранных дел обеих стран встретились на полях Всемирного саммита по гуманитарным вопросам 2016 года в Стамбуле и Генеральной Ассамблеи ООН 2017 года в Нью-Йорке.
29 августа 2014 года в Виндхуке состоялся первый раунд политических консультаций между министерствами иностранных дел на уровне заместителя министра, второй раунд политических консультаций состоялся 11 сентября 2019 года в Анкаре. 22—23 июля 2019 года в Виндхуке состоялось первое заседание Совместной торгово-экономической комиссии (KTEK) между Турцией и Намибией.

## Экономические отношения
Объём торговли между двумя странами в 2018 году составил 11,8 млн $ (экспорт/импорт Турции: 9,40/2,44 млн $), в 2019 году — 11,84 млн $ (экспорт/импорт Турции: 9,40/2,44 млн $), в 2020 году — 4,368 млн $ (экспорт/импорт: 4,241/0,127 млн $).
Турция экспортирует в Намибию нефтяные масла, цинковую руду, карбонаты, кабель, оптоволоконный кабель, камень, добычу металлов, сортировочные машины, ковры, продукты питания, одежду, лекарства, субпродукты, мебель и детали мебели, древесноволокнистые плиты, запчасти для дорожных транспортных средств. Из Намибии Турция импортирует древесный уголь, плавиковый шпат, электронные интегральные схемы, природный графит.
В сентябре 2014 года Турецкое агентство по сотрудничеству и координации (TİKA) открыло региональный координационный офис в Намибии и через него осуществляет свою региональную деятельность, обслуживая регион Южной Африки (Намибия, Южно-Африканская Республика, Ангола, Ботсвана, Лесото и Свазиленд).
В рамках программы стипендий «Türkiye Scholarships» с 1992 года турецкие стипендии получили 12 студентов Намибии.

## Дипломатические представительства
4 января 2012 года в Виндхуке открылось посольство Турции. Намибия пока не имеет посольства в Турции.